# Världsmästerskapen i fäktning 2019
Världsmästerskapen i fäktning 2019 arrangerades i BOK Sportcsarnok i Budapest i Ungern,  mellan den 15 och 23 juli 2019.
Tillkännagivandet att Budapest utsetts till värdstad gjordes 27 november 2016. Det var femte gången mästerskapen hölls i Budapest som tidigare varit arrangörstad 1959, 1975, 1991 och 2013.
Det tävlades i tolv grenar, sex för damer och sex för herrar. Ryssland blev den framgångsrikaste nationen i mästerskapen med sju medaljer varav tre guld.

## Medaljörer

### Damer
| Gren                 | Guld                                                                                  | Silver                                                                          | Brons                                                                |
| Florett              | Inna Deriglazova (RUS)                                                                | Pauline Ranvier (FRA)                                                           | Arianna Errigo (ITA) · Elisa Di Francisca (ITA)                      |
| Florett (lagtävling) | Ryssland Inna Deriglazova Anastasija Ivanova Larisa Korobejnikova Adelina Zagidullina | Italien Elisa Di Francisca Arianna Errigo Francesca Palumbo Alice Volpi         | USA Jacqueline Dubrovich Lee Kiefer Nzingha Prescod Nicole Ross      |
| Sabel                | Olha Charlan (UKR)                                                                    | Sofja Velikaja (RUS)                                                            | Theodora Gkountoura (GRE) · Bianca Pascu (ROU)                       |
| Sabel (lagtävling)   | Ryssland Jana Jegorjan Olga Nikitina Sofija Pozdnjakova Sofja Velikaja                | Frankrike Cecilia Berder Manon Brunet Charlotte Lembach Caroline Quéroli        | Sydkorea Choi Soo-yeon Hwang Seo-na Kim Ji-yeon Yoon Ji-su           |
| Värja                | Nathalie Moellhausen (BRA)                                                            | Lin Sheng (CHN)                                                                 | Olena Kryvytska (UKR) · Vivian Kong (HKG)                            |
| Värja (lagtävling)   | Kina Lin Sheng Sun Yiwen Xu Anqi Zhu Mingye                                           | Ryssland Tatjana Andrjusjina Violetta Chrapina Violetta Kolobova Ljubov Sjutova | Italien Alice Clerici Rossella Fiamingo Federica Isola Mara Navarria |

### Herrar
| Gren                 | Guld                                                                      | Silver                                                              | Brons                                                                |
| Florett              | Enzo Lefort (FRA)                                                         | Marcus Mepstead (GBR)                                               | Son Young-ki (KOR) · Dmitrij Zjerebtjenko (RUS)                      |
| Florett (lagtävling) | USA Miles Chamley-Watson Race Imboden Alexander Massialas Gerek Meinhardt | Frankrike Erwann Le Péchoux Enzo Lefort Julien Mertine Maxime Pauty | Italien Giorgio Avola Andrea Cassarà Alessio Foconi Daniele Garozzo  |
| Sabel                | Oh Sang-uk (KOR)                                                          | András Szatmári (HUN)                                               | Mojtaba Abedini (IRI) · Luca Curatoli (ITA)                          |
| Sabel (lagtävling)   | Sydkorea Gu Bon-gil Ha Han-sol Kim Jun-ho Oh Sang-uk                      | Ungern Tamás Decsi Csanád Gémesi András Szatmári Áron Szilágyi      | Italien Enrico Berrè Luca Curatoli Aldo Montano Luigi Samele         |
| Värja                | Gergely Siklósi (HUN)                                                     | Sergej Bida (RUS)                                                   | Ihor Rejzlin (UKR) · Andrea Santarelli (ITA)                         |
| Värja (lagtävling)   | Frankrike Alexandre Bardenet Yannick Borel Ronan Gustin Daniel Jérent     | Ukraina Anatolij Herej Bogdan Nikisjin Ihor Rejzlin Roman Svitjkar  | Schweiz Max Heinzer Lucas Malcotti Michele Niggeler Benjamin Steffen |

## Medaljtabell
| Pl.    | Nation         | Guld | Silver | Brons | Totalt |
| ------ | -------------- | ---- | ------ | ----- | ------ |
| 1      | Ryssland       | 3    | 3      | 1     | 7      |
| 2      | Frankrike      | 2    | 3      | 0     | 5      |
| 3      | Sydkorea       | 2    | 0      | 2     | 4      |
| 4      | Ungern         | 1    | 2      | 0     | 3      |
| 5      | Ukraina        | 1    | 1      | 2     | 4      |
| 6      | Kina           | 1    | 1      | 0     | 2      |
| 7      | USA            | 1    | 0      | 1     | 2      |
| 8      | Brasilien      | 1    | 0      | 0     | 1      |
| 9      | Italien        | 0    | 1      | 7     | 8      |
| 10     | Storbritannien | 0    | 1      | 0     | 1      |
| 11     | Grekland       | 0    | 0      | 1     | 1      |
| 11     | Hongkong       | 0    | 0      | 1     | 1      |
| 11     | Iran           | 0    | 0      | 1     | 1      |
| 11     | Rumänien       | 0    | 0      | 1     | 1      |
| 11     | Schweiz        | 0    | 0      | 1     | 1      |
| Totalt | Totalt         | 12   | 12     | 18    | 42     |